# Kakuei Tanaka
Kakuei Tanaka (4 de Maio de 1918 — 16 de Dezembro de 1993) foi um político japonês que serviu na Câmara dos Representantes de 1947 a 1990 e primeiro-ministro do Japão de 6 de julho de 1972 a 9 de dezembro de 1974.

## Carreira
Depois de uma luta pelo poder com Takeo Fukuda, ele se tornou o membro mais influente do Partido Liberal Democrata, no poder, de meados dos anos 1960 até meados dos anos 1980. Ele foi uma figura central em vários escândalos políticos, culminando nos escândalos de suborno da Lockheed em 1976, que levaram à sua prisão e julgamento; ele foi considerado culpado por dois tribunais inferiores, mas seu caso permaneceu aberto perante a Suprema Corte até sua morte. Os escândalos, juntamente com um derrame debilitante que sofreu em 1985, levaram ao colapso de sua facção política, com a maioria dos membros se reagrupando sob a liderança de Noboru Takeshita em 1987.
Ele foi apelidado de Kaku-san e era conhecido como o "Shadow Shōgun" (闇 将軍, Yami-shōgun). (O título de "Shadow Shōgun" já foi usado para descrever Ichirō Ozawa). Sua direção político-econômica é chamada de estado de construção (土建 国家, Doken Kokka). Ele foi fortemente identificado com a indústria da construção, mas nunca atuou como ministro da construção. Sua filha Makiko Tanaka e seu genro Naoki Tanaka permanecem figuras políticas ativas no Japão.

## Referências

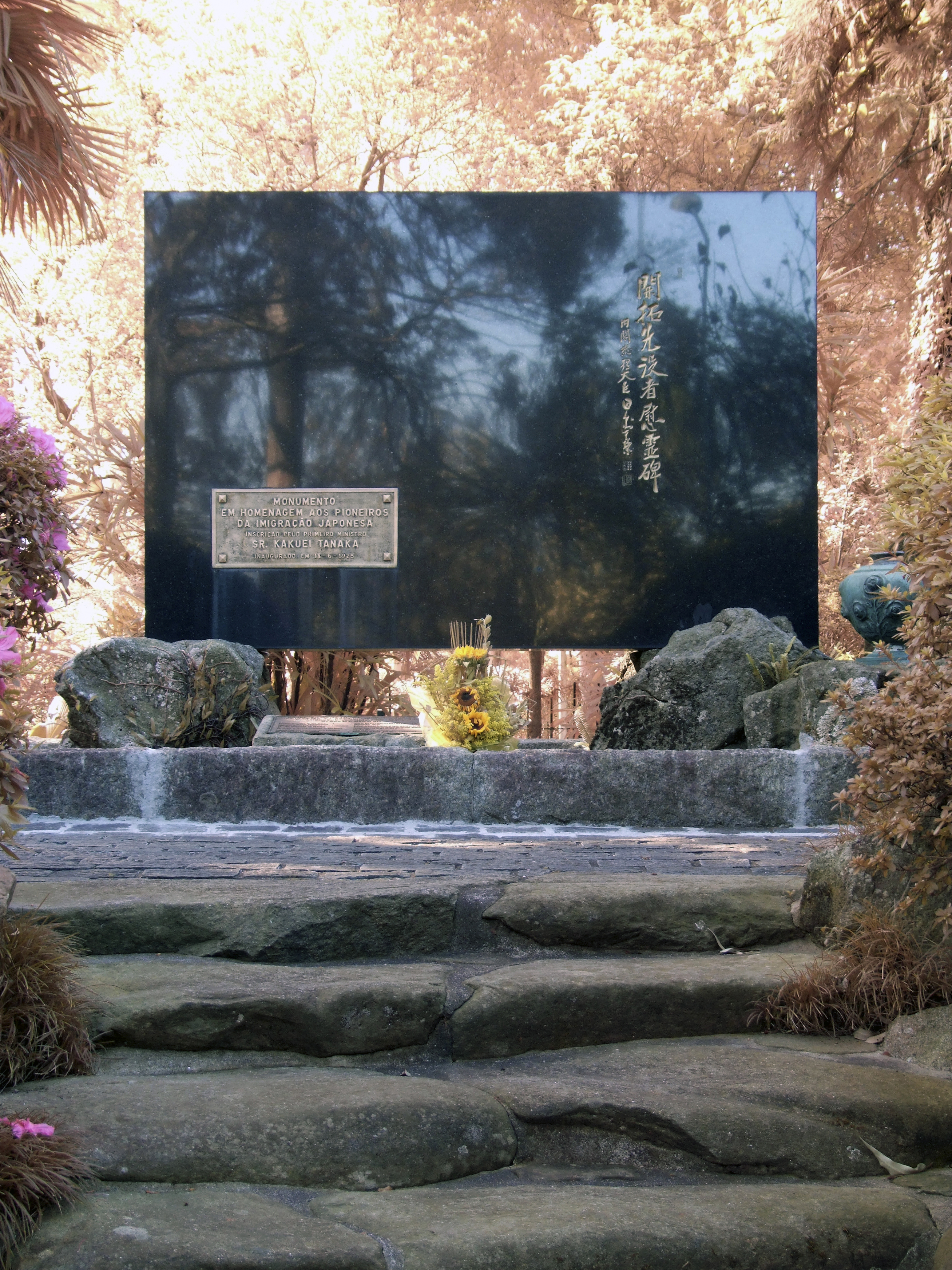
Monumento aos Pioneiros da Imigração Japonesa, Brasil